# Навозник весенний
Навозник весенний (лат. Trypocopris vernalis) — жук семейства навозников-землероев (Geotrupidae).

## Описание

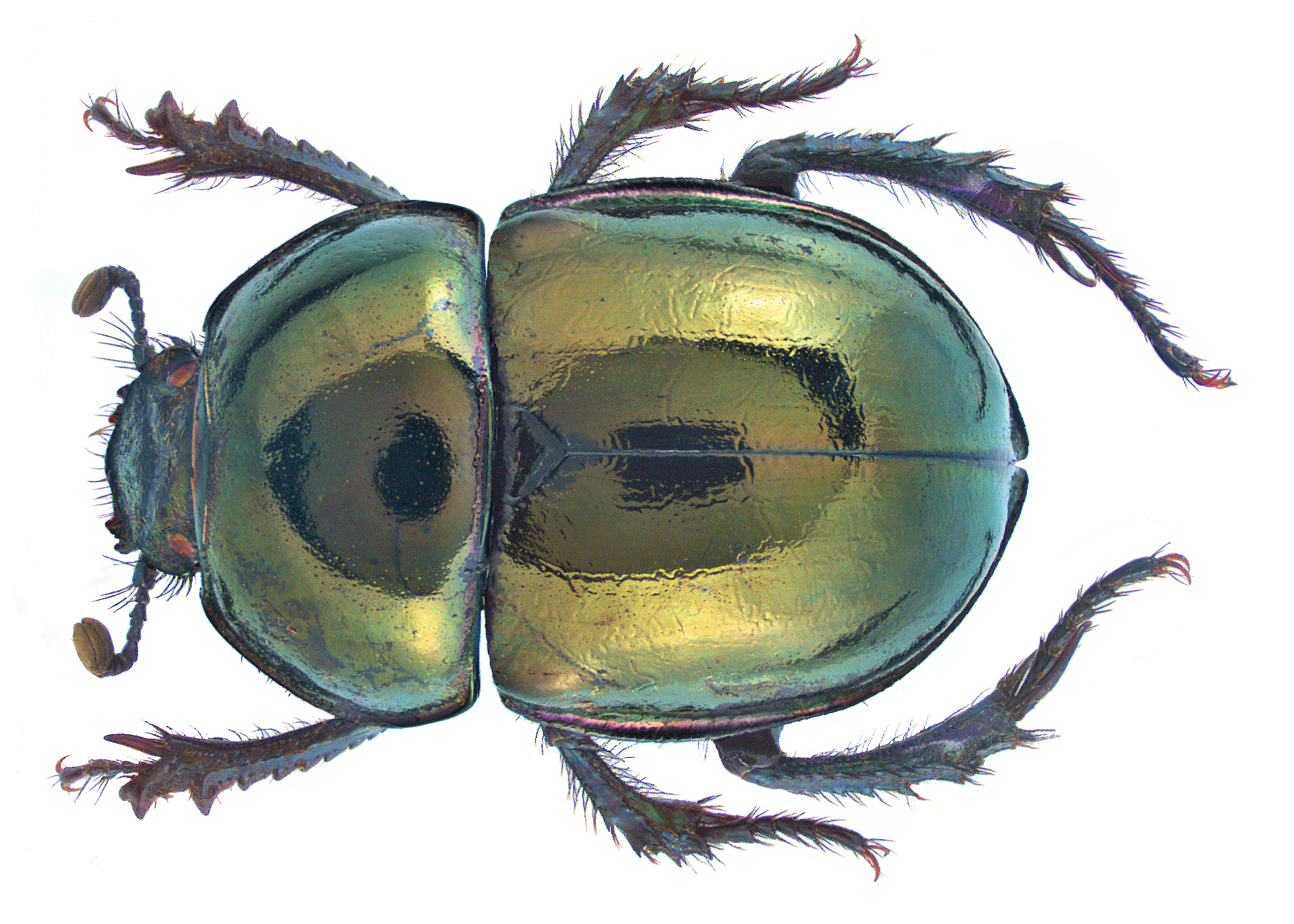
Зелёная цветовая форма

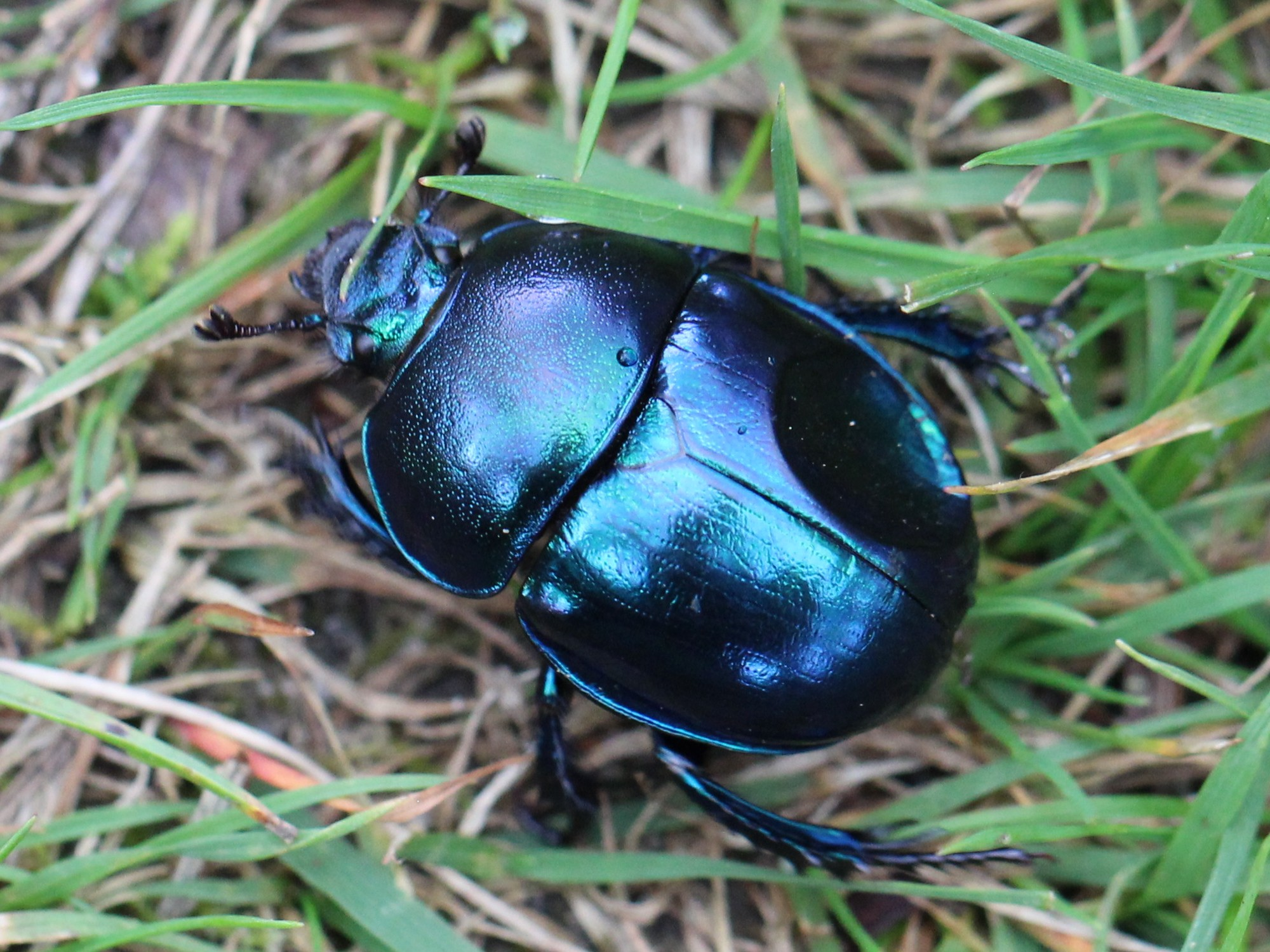
Синяя цветовая форма

Тело овальной формы, довольно сильно выпуклое. Длина тела 14—21 мм. Образует несколько цветовых форм: ярко-синего, чёрно-синего или зелёного цвета. Надкрылья с слабо выраженными бороздками, блестящие. Переднеспинка такой же ширины, как и надкрылья. Покрыта густыми крупными и мелкими точками, сзади с прерванным посередине бортиком. Булава усиков матовая, пластинчатая. Голени задних ног снаружи имеют два поперечных киля.

## Ареал и местообитание
Европейская часть России, Белоруссия, Средняя и Северная Европа, Кавказ. Жуки обитают преимущественно в широколиственных лесах.

## Подвиды и вариетет
- Подвид: Trypocopris vernalis apenninicus (Mariani, 1958)
- Подвид: Trypocopris vernalis caspius (Motschulsky, 1845)
- Подвид: Trypocopris vernalis fausti (Reitter, 1890)
- Подвид: Trypocopris vernalis insularis Schneider, 1878
- Подвид: Trypocopris vernalis manifestus (Reitter, 1893)
- Подвид: Trypocopris vernalis obscurus (Mulsant, 1842)
- Подвид: Trypocopris vernalis rambouseki (Tesar, 1935)
- Подвид: Trypocopris vernalis vernalis (Linnaeus, 1758)
- Вариетет: Trypocopris vernalis var. balcanicus (Reitter, 1893)
- Вариетет: Trypocopris vernalis var. cyanicollis Depoli